# Дубенка (приток Белки)
Дубенка (Дубянка) — река в России, протекает по Дновскому району Псковской области.
Исток реки находится к западу от болота Овинский мох у деревни Овинна. Река течёт преимущественно на запад. Устье реки находится в 17 км по правому берегу реки Белка у деревни Дубенка. Длина реки составляет 39 км, площадь водосборного бассейна 134 км².
Река пересекает железнодорожкую ветку Санкт-Петербург-Витебского отделения Октябрьской железной дороги в 2 км к югу от станции Вязье.
На реке стоят деревни Гаровской области Юково, Долгуша, Крутец, Малый Луг, Больший Луг, Вилошки, Куровка, Гаврово, Дроздиха, Дубня, Заполье и Межничок. Ниже (после пересечения железной дороги) до устья река течёт по территории Искровской волости. По берегам стоят деревни Голубово, Лысово и Дубенка у устья.

## Данные водного реестра
По данным государственного водного реестра России относится к Балтийскому бассейновому округу, водохозяйственный участок реки — Шелонь, речной подбассейн реки — Волхов. Относится к речному бассейну реки Нева (включая бассейны рек Онежского и Ладожского озера).
Код объекта в государственном водном реестре — 01040200412102000024502.